# Дот Лејк Вилиџ (Аљаска)
Дот Лејк Вилиџ (енгл. Dot Lake Village) насељено је место без административног статуса у америчкој савезној држави Аљаска.

## Демографија
По попису из 2010. године број становника је 62, што је 24 (63,2%) становника више него 2000. године.
| Група             | 2000.     | 2010.    |
| Белци             | 9 (23,7%) | 5 (8,1%) |
| Афроамериканци    | 0 (0,0%)  | 0 (0,0%) |
| Азијати           | 0 (0,0%)  | 0 (0,0%) |
| Хиспаноамериканци | 0 (0,0%)  | 0 (0,0%) |
| Укупно            | 38        | 62       |